# Gryllacris
Gryllacris är ett släkte av insekter. Gryllacris ingår i familjen Gryllacrididae.

## Bildgalleri

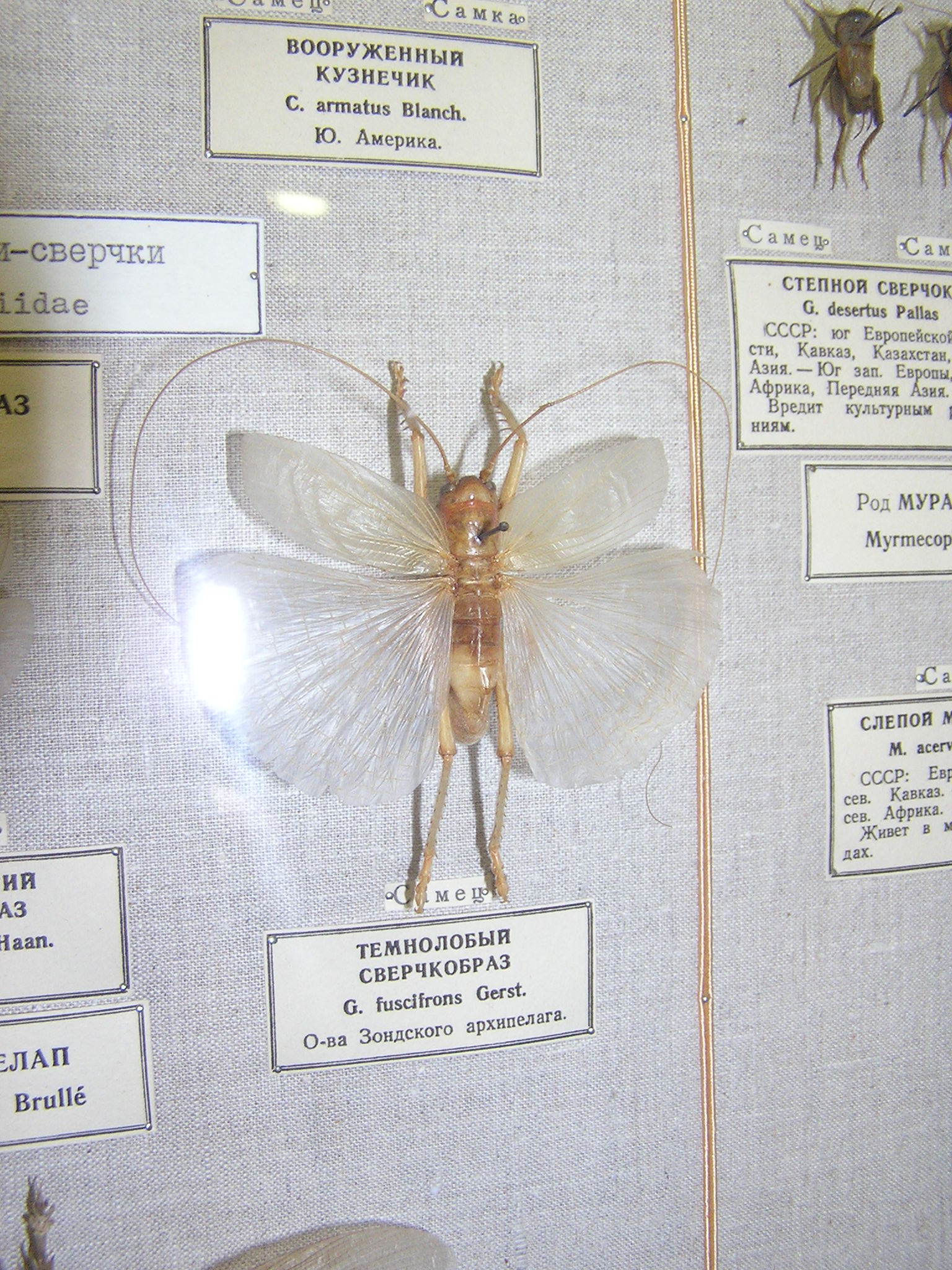

## Dottertaxa tillGryllacris, i alfabetisk ordning[1]
- Gryllacris achetoides
- Gryllacris aethiops
- Gryllacris aliena
- Gryllacris andamana
- Gryllacris annulicornis
- Gryllacris appendiculata
- Gryllacris atromaculata
- Gryllacris atropicta
- Gryllacris barabensis
- Gryllacris barnesi
- Gryllacris barussa
- Gryllacris bodei
- Gryllacris brahmina
- Gryllacris brevistyla
- Gryllacris buhleri
- Gryllacris buruensis
- Gryllacris ceticulata
- Gryllacris concolorifrons
- Gryllacris contracta
- Gryllacris cyclopimontana
- Gryllacris decorata
- Gryllacris discoidalis
- Gryllacris disjuncta
- Gryllacris ebneri
- Gryllacris elongata
- Gryllacris emarginata
- Gryllacris equalis
- Gryllacris eta
- Gryllacris fastigiata
- Gryllacris fossilis
- Gryllacris funebris
- Gryllacris fuscifrons
- Gryllacris ganazzi
- Gryllacris gracilis
- Gryllacris guiianettii
- Gryllacris hantusi
- Gryllacris indeterminata
- Gryllacris infumata
- Gryllacris jacobsoni
- Gryllacris javanica
- Gryllacris kinabaluensis
- Gryllacris kledangensis
- Gryllacris libidinosa
- Gryllacris macrura
- Gryllacris maculata
- Gryllacris malayana
- Gryllacris marginata
- Gryllacris matura
- Gryllacris mjorbergi
- Gryllacris modestipennis
- Gryllacris multifracta
- Gryllacris nigrilabris
- Gryllacris nigroaeniculata
- Gryllacris oaxacae
- Gryllacris obscura
- Gryllacris ouwensi
- Gryllacris pallidula
- Gryllacris peracca
- Gryllacris piracicabae
- Gryllacris primigenii
- Gryllacris pulchra
- Gryllacris pumila
- Gryllacris pustulata
- Gryllacris rufovaria
- Gryllacris servillei
- Gryllacris signifera
- Gryllacris sirambeica
- Gryllacris solutifascia
- Gryllacris sumbaensis
- Gryllacris tessellata
- Gryllacris thailandi
- Gryllacris uvarovi
- Gryllacris vicosae
- Gryllacris vietnami
- Gryllacris vittata
- Gryllacris voluptaria